# Dissochaeta monticola
Dissochaeta monticola är en tvåhjärtbladig växtart som beskrevs av Carl Ludwig von Blume. Dissochaeta monticola ingår i släktet Dissochaeta och familjen Melastomataceae. Inga underarter finns listade i Catalogue of Life.